# Melanthera scandens
Espèce
Synonymes
- Amellus scandens (Schumach. & Thonn.) Kuntze[1]
- Buphthalmum scandens K.Schum.[1]
- Lipotriche brownii DC.[1]
- Lipotriche scandens (préféré par NCBI)[2]
- Melanthera brownei (DC.) Sch.Bip.[1]
- Melanthera scandens subsp. scandens[1]
- Melanthera scandens[2]

Melanthera scandens est une espèce de plantes à fleurs de la famille des Asteraceae et du genre Melanthera présente en Afrique tropicale.

## Description
C'est une herbe grimpante vivace pouvant atteindre 3 à 4 m de hauteur.

## Distribution
Très présente en Afrique tropicale, l'espèce a été observée du Sénégal à l'Éthiopie, également vers le sud, en Namibie, au Botswana, au Zimbabwe, au Mozambique et à Madagascar.

## Utilisation
Parfois vendue sur les marchés locaux, elle entre occasionnellement dans l'alimentation humaine (soupes). Mais feuilles, tiges et racines sont surtout utilisées, sous forme de décoctions ou d'applications, à des fins médicinales variées, car on lui prête des vertus cicatrisantes, anti-inflammatoires, purgatives ou hémostatiques. On l'emploie également pour traiter des troubles oculaires (trachome), l'épilepsie, les empoisonnements et pour accélérer les accouchements. On se sert également des brindilles pour l'hygiène dentaire.

## Liste des sous-espèces
Selon NCBI (16 juin 2020.) :
- sous-espèce Lipotriche scandens subsp. dregei ;
- sous-espèce Lipotriche scandens subsp. madagascariensis.

Selon The Plant List (16 juin 2020.) :
- sous-espèce Melanthera scandens subsp. dregei (DC.) Wild ;
- sous-espèce Melanthera scandens subsp. madagascariensis (Baker) Wild.

Selon Tropicos (16 juin 2020.) (Attention liste brute contenant possiblement des synonymes) :
- sous-espèce Melanthera scandens subsp. dregei (DC.) Wild ;
- sous-espèce Melanthera scandens subsp. madagascariensis (Baker) Wild ;
- sous-espèce Melanthera scandens subsp. scandens ;
- sous-espèce Melanthera scandens subsp. subsimplicifolia Wild.